# 麥玉珍
麥玉珍（1973年10月14日—），中华民国政治人物，台灣民眾黨籍。現任立法委員，為台灣歷史上第三位新住民立法委員、首位越南華人立法委員，也是《新住民基本法》之主要推手。曾任彰化縣警察局彰化分局越語顧問、臺中市政府勞工局顧問、臺中市及苗栗縣政府新住民事務委員會委員、彰化縣、台中市及苗栗縣政府婦女權益促進委員會委員，以及內政部外籍配偶照顧輔導基金管理會第4屆委員（新住民代表）。擔任公職前，麥玉珍創立台灣首個全國性新住民社福團體「社團法人台灣新移民協會」，並因此曾獲文化部首屆「文協獎章」。2009年，麥玉珍亦曾出演紀錄片《女人的力量》。

## 早年
1973年生於南越邊和省（今越南同奈省），父亲为廣東人，母親為客家人。1994年怀孕期间随台湾丈夫从越南赴彰化縣秀水鄉定居。曾遭受其丈夫多次家暴，婚後第八年离婚。

## 社會服務及社會運動
麥玉珍離婚後，以100萬頭期款買下一棟房子，用來協助安置受家暴的越南裔新住民女性，並在彰化縣各個警局、社会處、勞工局擔任越南语口譯。2003年，在彰化縣府社會處的鼓勵下，麥玉珍成立「彰化縣越南同鄉會」，同年8月更名為「社團法人彰化縣新移民協會」。並在2008年，麥玉珍成立「社團法人台灣新移民協會」，為台灣史上第一個新住民自發組成的全國性社福團體，其為創會會長 。

## 出演紀錄片
2009年，麥玉珍參與由吳金燕執導的紀錄片《女人的力量》，記錄她自越南嫁至台灣彰化後的生命歷程與心路轉變。紀錄片中呈現她在異國婚姻失敗，創立「台灣新移民協會」，投入協助在台新住民女性的社會運動。該片入選多個影展及獎項，包括2009年南方影展、2010年台灣國際女性影展、2010年台北電影節及2010年金穗獎。

## 獲獎與榮譽
2021年11月，麥玉珍獲文化部頒發首屆「文協獎章」中「博物館、地方文化館及社區營造組」獎項，表揚其長年推動新住民與移工社群參與社區志工服務，致力於文化融合與地方營造。

## 參政

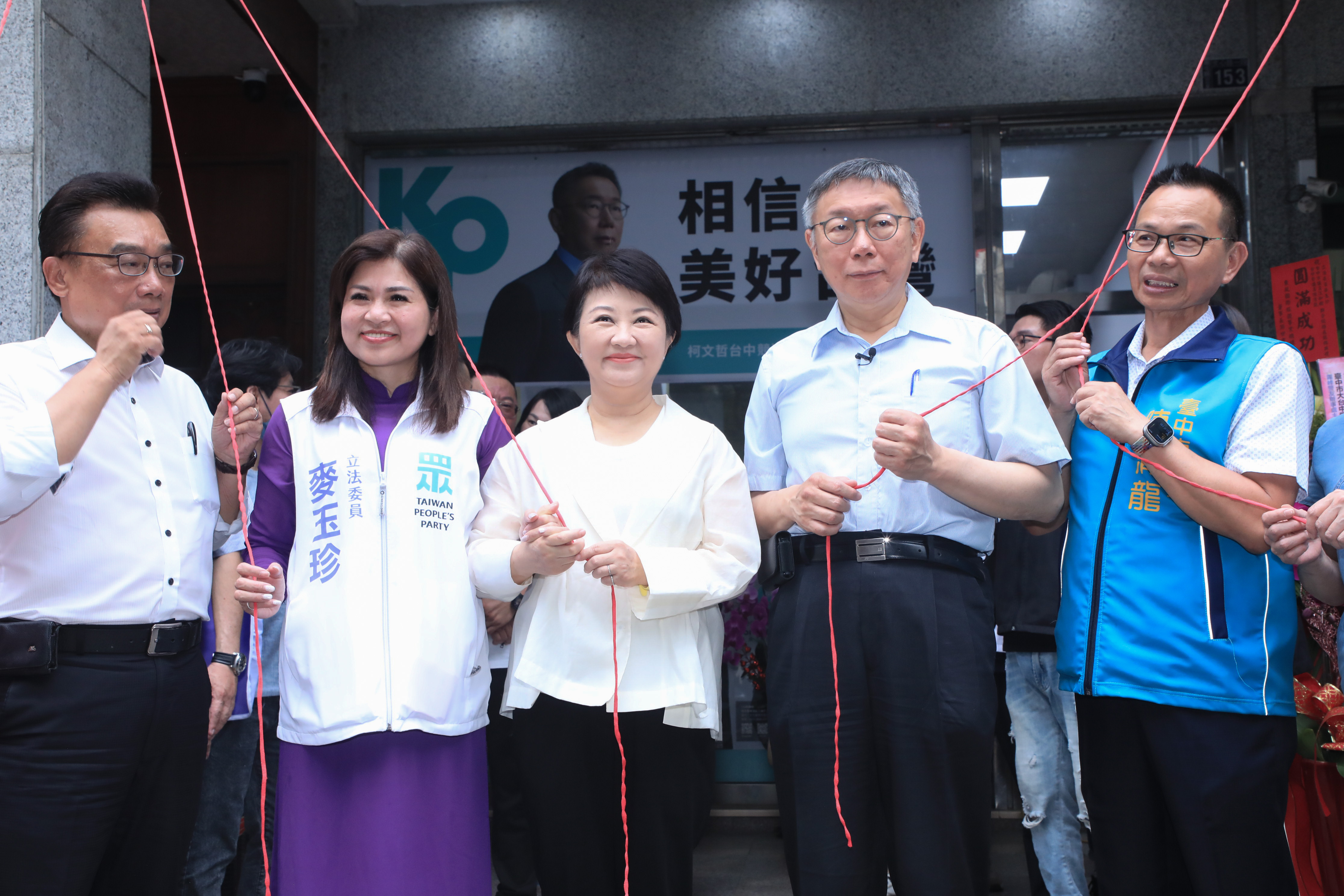
2024年5月26日民眾黨立委麥玉珍（左二）、臺中市議員江和樹及陳清龍聯合服務處成立。

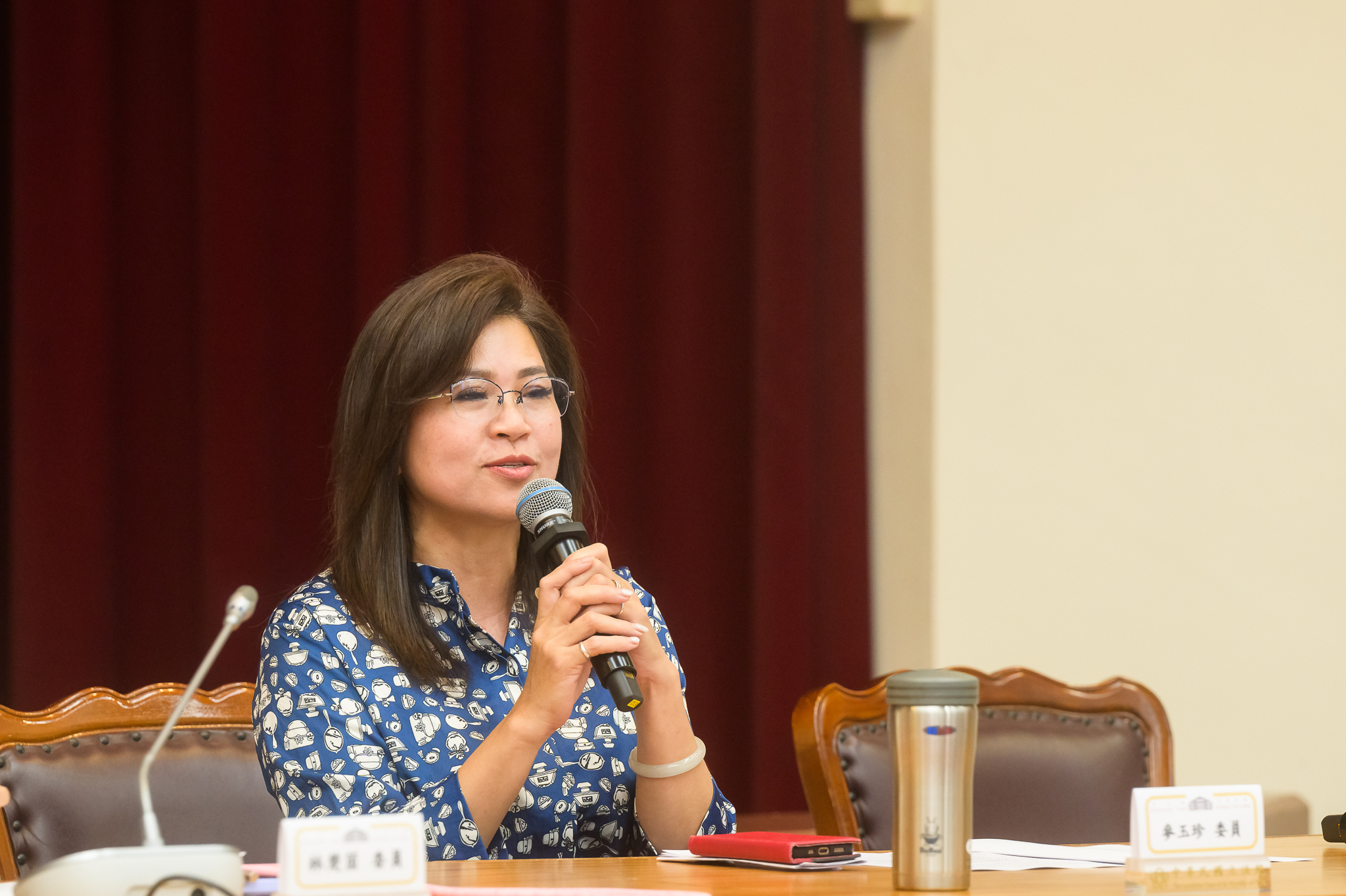
立法委員任內

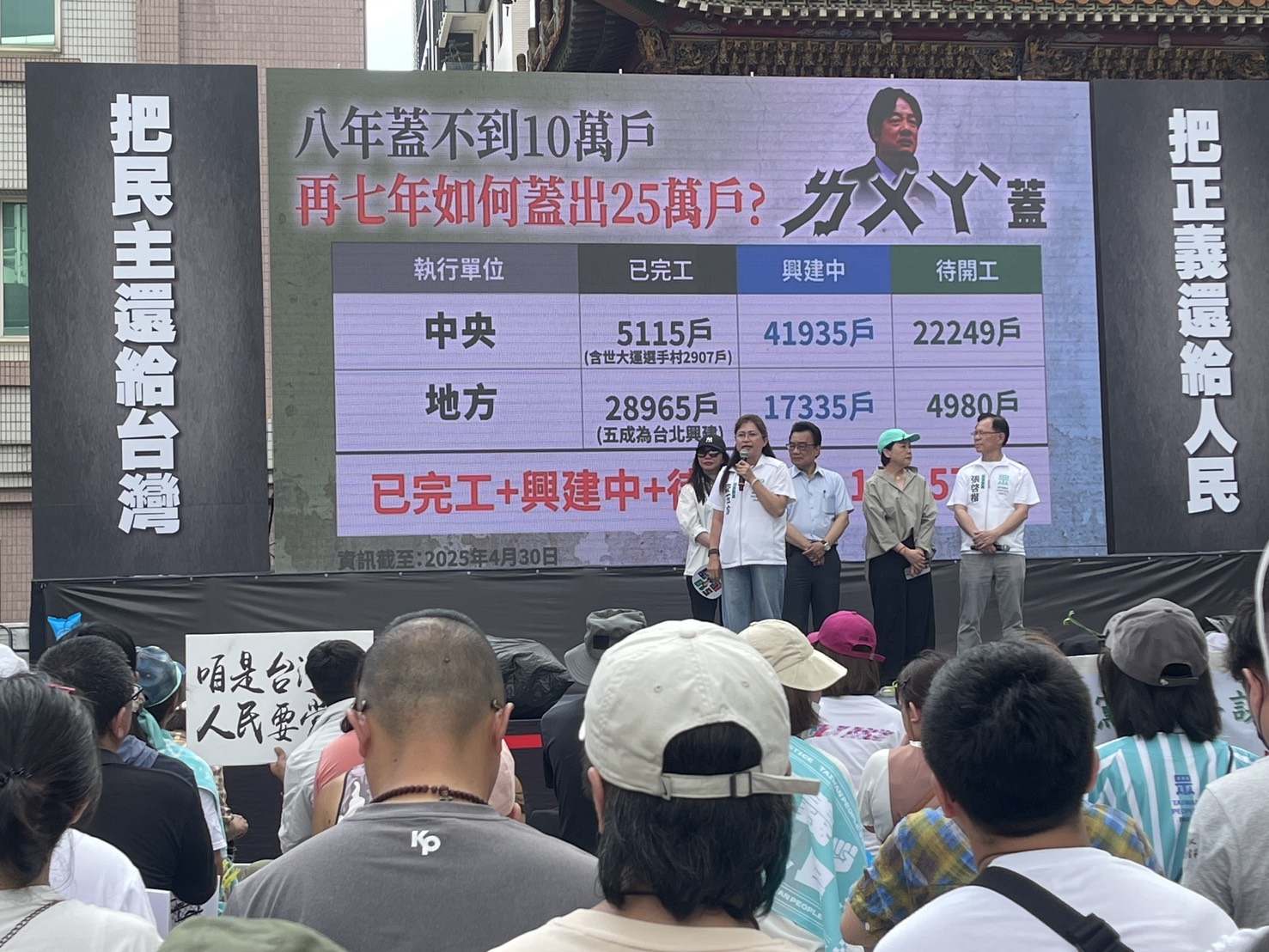
2025年5月18日，麥玉珍於人民要當家台中場上台演講。

### 民主進步黨
麥玉珍曾加入民進黨，在2024年2月1日被開除黨籍。

### 台灣新住民黨
2020年，麥玉珍成立台灣新住民黨，旨在推動新住民、新二代權益及參政，在台北、台中、南投、嘉義、高雄皆設有黨部。2022年，麥玉珍帶領新住民黨投入九合一選舉。2024立委選舉，麥玉珍帶領台灣新住民黨全國蒐集問卷並募集候選人。

### 台灣民眾黨
2022年8月7日，台灣新住民黨成立台北黨部，時任台北市長柯文哲、副市長黃珊珊、民眾黨籍立法委員蔡壁如、民眾黨秘書長謝立功及新住民委員會副主委章潔等人到場觀禮，親自接見麥玉珍，並承諾實現其提升新住民權益訴求。
2024立委選舉期間，麥玉珍受邀與柯文哲見面，隨後她邀請200多名新住民，在臺中市與柯文哲座談，會中有人建議民眾黨不分區立委名單，應有1席新住民，柯當場應允。
2023年11月，麥玉珍成為民眾黨不分區立法委員提名人第五名（婦女第三名），並於2024年1月13日當選、2月1日就職。
2025年6月7日，麥玉珍接任台灣民眾黨南投縣黨部主委。

## 政策與立場

### 推動新住民基本法
2024立委選舉，民眾黨不分區立委政見就已包含《新住民基本法》和《反族群歧視法》。
2024年3月20日，麥玉珍辦公室與立法院民眾黨黨團提出《新住民基本法》草案。2024年3月29日，「立法院新台灣人權益促進會」成立，由麥玉珍擔任首任會長，民眾黨立委張啓楷與中國國民黨立委羅廷瑋擔任副會長，旨在促進國會與歸化定居之新住民間的交流，並促請政府制定有利新住民的政策，以及推動《新住民基本法》。
2024年6月，立法院內政委員會初審通過包括行政院版本在內的七個《新住民基本法》或《新住民權益保障法》法案草案，並進入協商程序。麥玉珍在南洋台灣姊妹會Podcast節目主張應優先立「基本法」，以作為修正《移民法》和《社會救助法》等相關法律的依據，避免「權益保障法」對尚未取得中華民國國籍之新住民保障不足。
在協商過程中，麥玉珍亦提出修正動議，針對新住民取得國民身分的相關規範，以及在民眾黨版草案中新增「政府對於不同國籍或地區之新住民，行政措施應一律平等」，遭民進黨立委吳思瑤與蘇巧慧批評此舉恐架空《兩岸人民關係條例》、縮短大陸配偶入籍年限。民眾黨則反駁此為過度解讀與政治操作，最終決定撤簽協商結論。
2024年7月16日，《新住民基本法》三讀通過，最終版本未納入相關爭議條文，涉及陸配入籍年限仍由現行《兩岸人民關係條例》規範。

### 要求內政部設立新住民發展署
由於麥玉珍自身曾歷經家暴，且在台灣新移民協會服務期間，發現警方對新住民家暴報案常有輕忽或推諉情形，亦面對新住民遭遇詐騙時，警察也常拒絕受理，讓她體認到新住民缺乏跨部會整合性資源，提供更有效的支援與保護。因此，麥玉珍主張行政院比照客家委員會、原住民族委員會，設立二級機關「新住民委員會」。
2024年3月12日，行政院長陳建仁表示二級機關已滿額。2024年3月20日，立法院民眾黨黨團提出《新住民基本法》草案，要求中央政府成立「新住民委員會」。2024年6月12日，行政院人事行政總處於書面報告提出「三個不建議」，包含不建議設專責機關、不建議地方設立新住民行政局、不建議國家考試增訂新住民事務。
2024年7月12日，經黨團協商後，麥玉珍改為要求成立中央三級機關「新住民發展署」。2024年7月16日，《新住民基本法》三讀通過後，由內政部依據該法第4條研議設立。2024年9月5日，內政部長劉世芳裁示成立「新住民發展署籌備處」。
2024年11月8日，麥玉珍辦公室主責、立法院民眾黨黨團率先提出《新住民發展署組織法》草案。2025年1月14日，立法院通過《中央行政機關組織基準法》修正案附帶決議，明定應設立內政部所屬三級機關，並保障相關人力編制。
2024年5月22日，麥玉珍質詢行政院長卓榮泰與內政部長劉世芳，表示總預算中未見相關預算編列。劉世芳回應，籌備會議過程尚未定案，行政院亦尚未核定。

### 主張國定假日增列「國際移民日」
2025年，麥玉珍於第11屆立法院在《紀念日及節日實施條例》修正草案黨團協商中，代表台灣民眾黨主張推動將12月18日「國際移民日」從僅列為節日提升為全國放假之國定假日，強調應正視新住民與移工對台灣社會與勞動力的貢獻 。但最終「國際移民日」未被納入《紀念日及節日實施條例》三讀通過的法案版本。

## 爭議

### 穿越南國旗奧黛宣誓就職
2024年2月1日，在第十一屆立法委員宣誓就職時，麥玉珍身穿帶有越南國旗圖樣的傳統服飾奧黛，引發部分輿論質疑其國家忠誠與政治符號使用的敏感度。對此，麥玉珍回應表示，自己在越南出生長大，穿著國服是出於對母國文化的尊重；並指出希望藉此讓世界對台灣改觀，尤其在邦交國連環斷交的背景下具有象徵意義。

### 走私台灣火龍果
2024年7月3日出席「Home Run Go紅肉紅龍果邁向日本」外銷日本首運記者會時，自爆自己曾經把台灣火龍果分切成好幾段包在行李帶回越南栽種，此種走私種苗的違法行為引發譁然，當晚發出道歉聲明，表示當時剛來台灣對於相關的法律規範不夠了解。

### 公開黑戶寶寶照片
2025年7月，媒體人李正皓揭露，麥玉珍曾於同年1月在臉書上公開未去識別化的黑戶寶寶照片，違反《兒童及少年福利與權益保障法》規定，麥玉珍對此致歉。

## 軼事

### 統促黨女媧黨部臉書社團
麥玉珍於2017年曾於統一促進黨女媧黨部的臉書社團張貼活動訊息，並被指控與統促黨女媧黨部主委何建華認識。然而麥玉珍稱為政黨交流。

## 選舉紀錄
| 年度 | 選舉屆數             | 選舉區                                 | 所屬政黨   | 得票數    | 得票率 | 當選標記 | 備註 |
| ---- | -------------------- | -------------------------------------- | ---------- | --------- | ------ | -------- | ---- |
| 2024 | 第十一屆立法委員選舉 | 全國不分區及僑居國外國民立法委員選舉區 | 臺灣民眾黨 | 3,040,615 | 22.07% |          |      |

## 外部連結
- 麥玉珍的Facebook專頁
- 麥玉珍的Instagram帳戶